# 앞의 하산 모스크
앞의 하산 모스크(페르시아어: مسجد امام حسن)는 엷은 파란색 타일로 장식된 이슬람교 시아파 모스크이다. 